# Somatidia tenebrica
Somatidia tenebrica là một loài bọ cánh cứng trong họ Cerambycidae.